# Gorgoniceps aridula
Gorgoniceps aridula är en svampart som först beskrevs av Petter Adolf Karsten, och fick sitt nu gällande namn av Petter Adolf Karsten 1871. Gorgoniceps aridula ingår i släktet Gorgoniceps och familjen Helotiaceae.  Arten är reproducerande i Sverige. Inga underarter finns listade i Catalogue of Life.